# Oroya peruviana
Oroya peruviana är en kaktusväxtart som först beskrevs av Karl Moritz Schumann, och fick sitt nu gällande namn av Nathaniel Lord Britton och Joseph Nelson Rose. Oroya peruviana ingår i släktet Oroya och familjen kaktusväxter. Inga underarter finns listade i Catalogue of Life.

## Bildgalleri

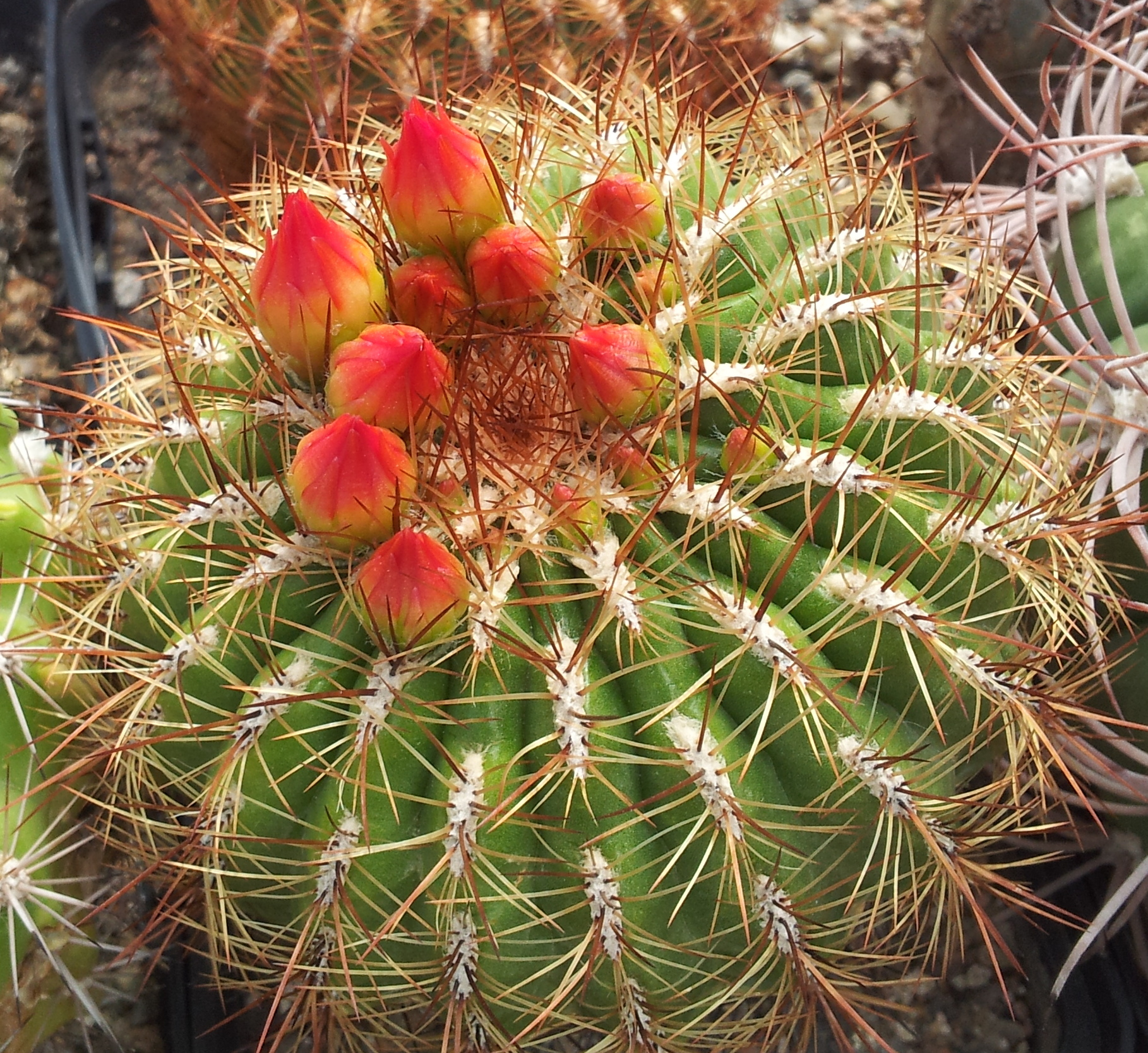
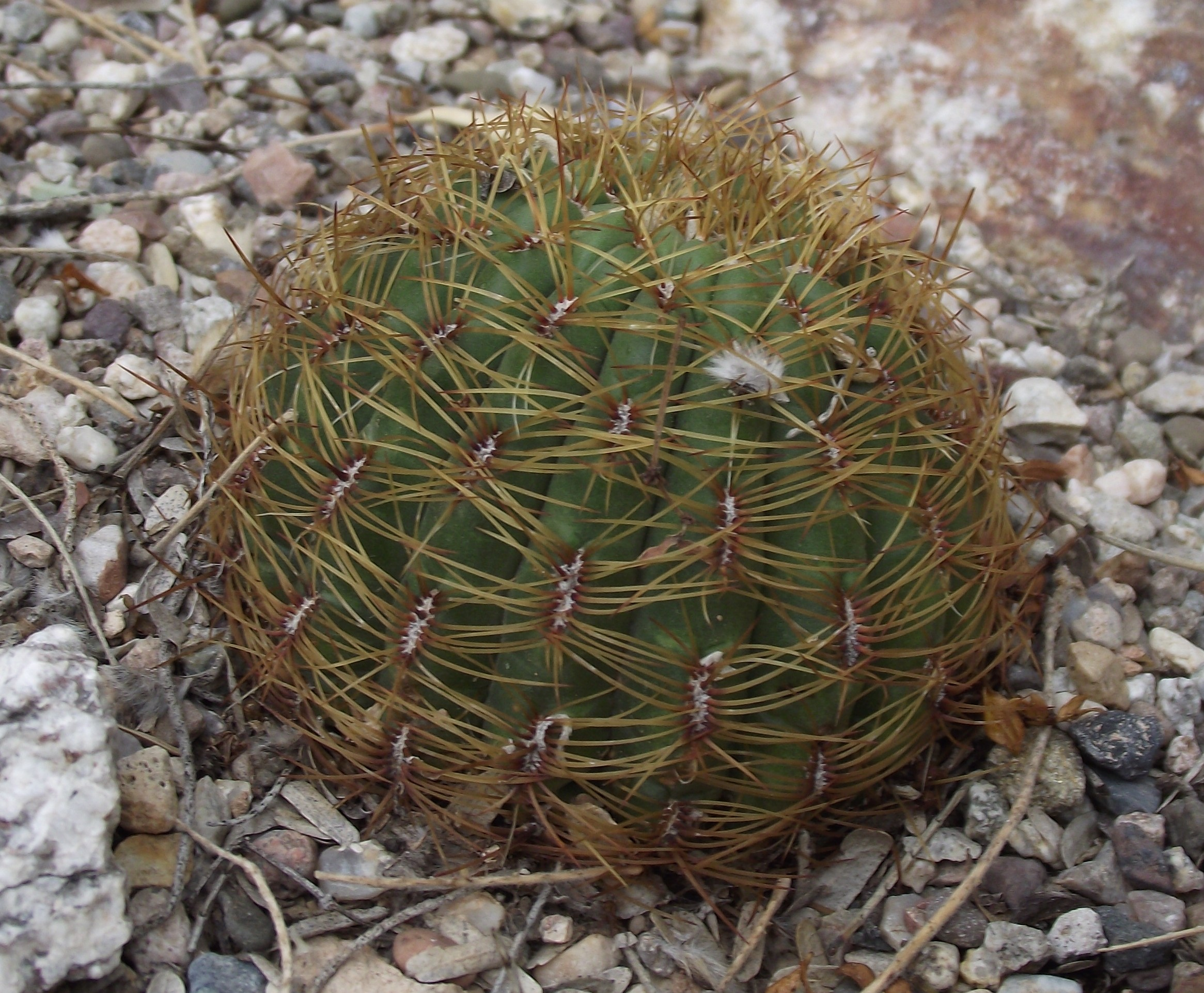
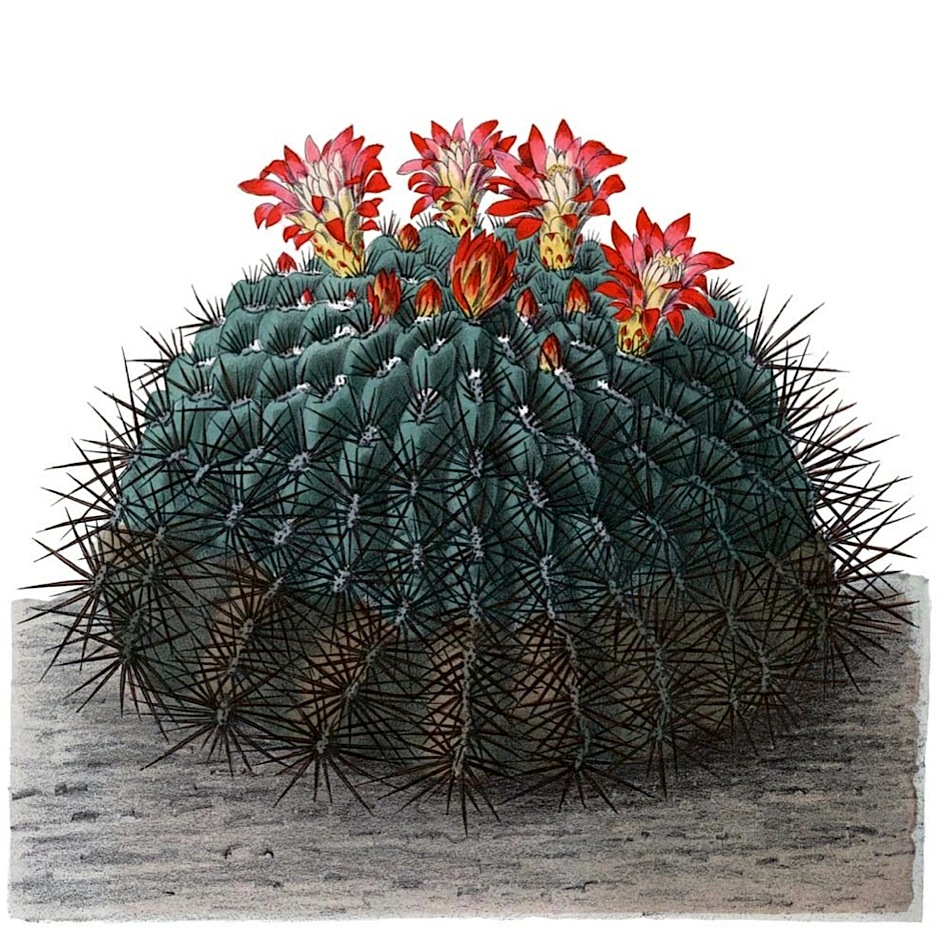